# Parapercis xanthozona
Parapercis xanthozona е вид бодлоперка от семейство Pinguipedidae. Видът не е застрашен от изчезване.

## Разпространение и местообитание
Разпространен е в Австралия (Куинсланд), Индонезия, Малайзия, Нова Каледония, Палау, Папуа Нова Гвинея, Провинции в КНР, Соломонови острови, Тайван, Танзания, Уолис и Футуна, Фиджи, Филипини, Южна Африка и Япония.
Обитава крайбрежията на морета, заливи, лагуни и рифове. Среща се на дълбочина от 10 до 28 m, при температура на водата от 24,2 до 28,4 °C и соленост 33 – 35,5 ‰.

## Описание
На дължина достигат до 23 cm.